# Akiko Iijima
Akiko Iijima –en japonés: 成国晶子, Iijima Akiko– (1 de octubre de 1969) es una deportista japonesa que compitió en lucha libre. Ganó cuatro medallas en el Campeonato Mundial de Lucha entre los años 1987 y 1991.

## Palmarés internacional
| Campeonato Mundial | Campeonato Mundial  | Campeonato Mundial | Campeonato Mundial |
| Año                | Lugar               | Medalla            | Categoría          |
| ------------------ | ------------------- | ------------------ | ------------------ |
| 1987               | Lørenskog (Noruega) | Medalla de plata   | 61 kg              |
| 1989               | Martigny (Suiza)    | Medalla de bronce  | 65 kg              |
| 1990               | Luleå (Suecia)      | Medalla de oro     | 65 kg              |
| 1991               | Tokio (Japón)       | Medalla de oro     | 65 kg              |